# مریدا، مریدا
مریدا مرکز شهرستان لیبرتادور و ایالت مریدا و یکی از شهرهای اصلی آند کشور ونزوئلا می‌باشد . این شهر در سال ۱۵۵۸ تأسیس شد و در ابتدا به گرانادای جدید (نوا گرانادا) تعلق داست اما بعدها تبدیل به بخشی از کشور ونزوئلا تبدیل شد و نقش مهمی در جنگ‌های استقلال ونزوئلا بازی کرد.
مریدا بیش از ۲۰۰۰۰۰ جمعیت دارد و با احتساب شهرکهای اقماری جمعیت آن به ۳۵۰۰۰۰ می‌رسد. این شهر مرکز اصلی آموزش و جهانگردی در غرب ونزوئلا می‌باشد . دانشگاه آند از دانشگاه‌های معتبر ونزوئلا در این شهر قرار دارد و مرتفع‌ترین و دومین تله کابین طولانی دنیا در این شهر قرار دارد. ارتفاع مریدا ۱۶۰۰ متر بالاتر از سطح دریا می‌باشد  و شهر در جلگه ای واقع در دره رود چاما قراز دارد.